# Liste der Orgeln in der Vatikanstadt
Diese Liste enthält eine Aufzählung der Orgeln im Staat der Vatikanstadt.

## Orgelliste
| Stadt        | Gebäude                                              | Jahr | Orgelbauer | Bild | Manuale | Register | Bemerkungen |
| ------------ | ---------------------------------------------------- | ---- | ---------- | ---- | ------- | -------- | --- |
| Vatikanstadt | Petersdom, Hauptorgel (Standort)                     | 1963 | Tamburini  |      | IV/P    | 81       | Zweigeteilte Aufstellung im Chorraum des Petersdomes; 2002 Bau eines zusätzlichen fahrbaren dreimanualigen Spieltisches durch Mascioni |
| Vatikanstadt | Petersdom, Fahrbare Orgel (Standort)                 | 1981 | Walcker    |      | II/P    | 11       | Bei dem Instrument handelt es sich um ein Geschenk des damaligen deutschen Bundeskanzlers Helmut Schmidt an Papst Johannes-Paul II.    |
| Vatikanstadt | Petersdom, Chorkapelle, Tamburini-Orgel (Standort)   | 1974 | Tamburini  |      | II/P    | 25       | Aufstellung auf der östlichen Empore der Chorkapelle, Spieltisch ebenerdig                                                             |
| Vatikanstadt | Petersdom, Chorkapelle, Morettini-Orgel (Standort)   | 1887 | Morettini  |      | II/P    | 18       | Aufstellung auf der westlichen Empore der Chorkapelle                                                                                  |
| Vatikanstadt | Petersdom, Sakramentskapelle (Standort)              | 1914 | Morettini  |      | I/P     | 9        | Im Generalschweller (außer das Prospektregister Principale 8')                                                                         |
| Vatikanstadt | Vatikanische Audienzhalle (Standort)                 | 1971 | Mascioni   |      | V/P     | 95 (104) | Größte Orgel der Vatikanstadt; Aufstellung unsichtbar hinter der Bühne.                                                                |
| Vatikanstadt | Sant’Anna dei Palafrenieri (Standort)                | 1931 | Migliorini |      | II/P    | 12       | |
| Vatikanstadt | Sixtinische Kapelle (Standort)                       | 2002 | Mathis     |      | II/P    | 13 (14)  | Die Orgel ist fahrbar angelegt und wird außerhalb ihrer Nutzung in der Nähe der Aula Benedizione abgestellt.                           |
| Vatikanstadt | Santi Martino e Sebastiano degli Svizzeri (Standort) | 1999 | Mathis     |      | II/P    | 11 (12)  | [ 3 ] |